# Haustorioides munsterhjelmi
Haustorioides munsterhjelmi är en kräftdjursart som beskrevs av Oldevig 1958. Haustorioides munsterhjelmi ingår i släktet Haustorioides och familjen Dogielinotidae. Inga underarter finns listade i Catalogue of Life.